# إعادة معالجة إشارات الخطر الشخصية
إعادة معالجة إشارات الخطر الشخصية (بالإنجليزية: Personal Danger Signals Reprocessing -PDSR)، هي طريقة علاجية نفسية، تقدم بشكل فردي أو ضمن مجموعات, مع اتاحة الامكانية للمشاركة عبر الإنترنت. هذا العلاج مخصص للألم المزمن، لا سيما الألم العصبي التكيفي (Nociplastic pain)، وهو الألم المزمن الذي ينتج عن خلل في معالجة الدماغ لإشارات الخطر المرتبطة بالألم. يتسمن هذا العلاج في قدرته على تعديل الاستجابات للألام، الذهنية والعصبية، ذلك عبر طرق معرفية، سلوكية وتحفيزية. (١)
الألم المزمن يؤثر على نحو 20% من سكان العالم، يشمل الصداع النصفي، آلام الظهر، آلام الرقبة، اضطرابات الجهاز العضلي الهيكلي، والتي تُعد من بين أبرز عشرة أسباب للتقييد في الأداء البدني. فالكثير منهم يستمرون في المعاناة من الألم رغم غياب سبب عضوي له، ما يُصنّف على أنه ألم العصبي التكيفي. أنه من المعروف أن هذا النوع من الألم يترافق عادة مع أعراض نفسية مثل القلق، الاكتئاب واضطراب ما بعد الصدمة (PTSD)، فبذلك تتطلب هذه العوارض علاجات مختلفة لمعالجة منها الآلام العصبية ومنها النفسية. 

## مكونات البرنامج العلاجي
إعادة معالجة إشارات الخطر الشخصية هي عبارة عن برنامج يستمر لمدة 8 أسابيع، لقاء أسبوعي يقدم  للمشتركين، الفردي منها يقدم بما يقارب نصف الساعة، وإنما الجماعي كل منه مدته ساعتين، وذلك إضافة إلى تمارين ذاتية يوجب على المشترك ممارستها بين جلسة وأخرى. 
من أهداف البرنامج:
- تثقيف المشاركين: يعمل البرنامج على شرح آليات تطور الألم المزمن لدى المتعالج، يشمل شرح عن الدماغ ودوره في تضخيم الإشارات الحسية لدى الأشخاص مع الألم العصبي التكيفي. كما ويتم الشرح عن المرونة العصبية (Neuroplasticity).
- تحفيز الإدراك الحسي الداخلي: خلال اللقاءات الأسبوعية يتم مساعدة المشاركين على التعرف على ماهية الإشارات الجسدية، دون الحاجة للخوف منها أو المبالغة.
- التوجيه الشخصي (Coaching): وهدفه بناء دوافع ذاتية للاستمرار في التغيير السلوكي والمعرفي.
- المشاركة الجماعية (اللقاءات الجماعية فقط): تتيح للمشاركين المشاركة عن تجاربهم الشخصية وتلقي الدعم، ما يخلق شعوراً بالتضامن ويقلل من العزلة . [1]

## الفعالية البحثية
أجريت دراسة تجريبية على مجموعة من النساء البالغات اللواتي يعانين من ألم مزمن غير سرطاني وغير عصبي المصدر، حيث شاركن في برنامج إعادة معالجة إشارات الخطر الشخصية PDSR.
أظهرت الدراسة النتائج التالية:
- انخفاض ملحوظ في شدة الألم، ومدى تأثيره على الحياة اليومية.
- تحسّن ملحوظ في جودة الحياة (Well-being)
- تراجع في نسبة القلق، الاكتئاب، واضطرابات النوم
- قل التفكير الكارثي المرتبط بالألم لدى المشاركات في البرنامج.
- الانخفاض التدريجي في مستويات الألم استمر بعد مرور 6 أشهر من انتهاء البرنامج.

على الرغم من النتائج الإيجابية للبحث، إلا أن الدراسة تعاني من بعض القيود، مثل صغر حجم العينة واقتصارها على النساء، مما يدعو إلى إجراء أبحاث أوسع لتقييم فعالية البرنامج على نطاق أكبر وبين فئات متنوعة. 

## الأهمية السريرية
ان العلاج عبر إعادة معالجة إشارات الخطر الشخصية ذات أهمية كبيرة، فإن تأثيرها لا يقتصر على معالجة الألم المزمن، بل ويسعى الى معالجة جذرية للألم، من ألم عصبي تكيفي وإلى ألم نفسي الناتج عن المعاناة المستمرة من الألم المزمن. بالإضافة الى ذلك، من إيجابيات هذا البرنامج هي إتاحته بشكل وجاهي أو عبر الإنترنت، مما يسهل على المتعالجين المشاركة فيه، ويتيح لفئات أوسع المشاركة التي كانت قد افتقرت سابقا إلى خدمات نفسية مناسبة لها، خصوصا للأشخاص ذات الموارد المحدودة. 